# Campionati arabi di lotta 2013
I campionati arabi di lotta 2013 si sono svolti a Doha, in Qatar, dall'1 al 4 giugno 2013.

## Podi

### Lotta libera
| Evento | Oro                        | Argento                | Bronzo                                 |
| 55 kg  | Muhammed Waheed Al Dhahabi | Abdelhak Kherbache     | Fahd Ali Ghazwani                      |
| 60 kg  | Maher Al Dabbagh           | Hussain Ahmad Gowdooei | Non assegnato                          |
| 66 kg  | Abd ar-Rahman Ibrahim      | Nassrallah Lallouche   | Walid Mansour Haqi Ali Omran Arsin     |
| 74 kg  | Hisham Althaabeli          | Othmane Maasmi         | Muhammad Naser Mohamed Saif Al Qubaisi |
| 84 kg  | Nazar Bushi Bushi          | Smeineh Abou           | Khan Jafar                             |
| 96 kg  | Mohammed Suhail Al Obaidi  | Non assegnato          | Non assegnato                          |
| 120 kg | Mohammed Sabah Saklawe     | Mohamed Salem Salem    | Moustapha Alsaka                       |

### Lotta greco-romana
| Evento | Oro                       | Argento                | Bronzo                                 |
| 55 kg  | Karrar Al-Bethani         | Ibrahim Yakub Arar     | Fahd Ali Ghazwani                      |
| 60 kg  | Ali Najah Al Gharwani     | Mohammad Islam Attork  | Hussain Ahmad Gowdooei                 |
| 66 kg  | Taha Al-Salihi            | Mohamed Al Marafi      | Fares Moughayer                        |
| 74 kg  | Ramzi Al Marafi           | Belkazem Anis Benabidi | Kamal Akhatib Rabbia Khalil            |
| 84kg   | Hicham Louafi             | Khan Jafar             | Abdulrahman Wadan Adil Ghazi Al Aayedi |
| 96 kg  | Jahja Muhammad Abu Tabich | Saif Ali Qasim         | Salah Walid Agha                       |
| 120 kg | Ali Nadhim Essaidi        | Hani Al Marafi         | Mohamed Salem Salem                    |

## Medagliere
Paese ospitante.
| Pos.   | Paese               | Oro | Argento | Bronzo | Totale |
| ------ | ------------------- | --- | ------- | ------ | ------ |
| 1      | Marocco             | 10  | 1       | 2      | 13     |
| 2      | Giordania           | 2   | 4       | 1      | 7      |
| 3      | Algeria             | 1   | 4       | 0      | 5      |
| 4      | Qatar               | 1   | 2       | 2      | 5      |
| 5      | Arabia Saudita      | 0   | 1       | 4      | 5      |
| 6      | Palestina           | 0   | 1       | 3      | 4      |
| 7      | Libano              | 0   | 0       | 2      | 2      |
| 8      | Emirati Arabi Uniti | 0   | 0       | 1      | 1      |
| Totale | Totale              | 14  | 13      | 15     | 42     |